# Dobrada
Dobrada é um município brasileiro do estado de São Paulo. Localiza-se a uma latitude 21º31'00" sul e a uma longitude 48º23'38" oeste, estando a uma altitude de 575 metros. Sua população, de acordo com o Censo 2022, era de 8.759 habitantes.

## História
Fundada por imigrantes italianos no final do século XIX, conforme testemunhos de antigos moradores, a região já contava, em 1893, com as primeiras habitações, recebendo o povoado o nome de Sesmaria dos Cocais. Em 1900 passou a ser conhecido como Bairro do Santiago, em homenagem ao proprietário de vastas terras nas redondezas.
O povoado funcionava como centro de pouso, assim recebeu esse nome por ser a Segunda Dobrada depois Araraquara, caminho percorrido pelos tropeiros. Em 1908 recebeu o prolongamento dos trilhos da estrada de Ferro Araraquara, assim teve um crescente desenvolvimento.
Teve seu auge no período do café. Além do ápice econômico nesse período houve também o cultural.
Até então Dobrada era distrito de Matão, conseguindo sua emancipação político-administrativa em 28 de março de 1965.
Com o fim do café começa a laranja e depois a cana-de-açúcar, essa última atraindo para o município inúmeros migrantes provenientes do nordeste brasileiro, com apoio de políticos locais.

## Geografia
Possui uma área de 150,085 km².

### Hidrografia
- Ribeirão dos Porcos
- Rio São Lourenço

### Rodovias
- SP-326
- SP-310

### Ferrovias
- Linha Tronco da antiga Estrada de Ferro Araraquara [4]

## Demografia

### População
| Crescimento populacional                             | Crescimento populacional | Crescimento populacional | Crescimento populacional |
| Ano                                                  | População Total          |                          | %±                       |
| ---------------------------------------------------- | ------------------------ | ------------------------ | ------------------------ |
| 1970                                                 | 2 773                    |                          | —                        |
| 1980                                                 | 4 377                    |                          | 57,8%                    |
| 1991                                                 | 6 920                    |                          | 58,1%                    |
| 2000                                                 | 7 007                    |                          | 1,3%                     |
| 2010                                                 | 7 939                    |                          | 13,3%                    |
| 2022                                                 | 8 759                    |                          | 10,3%                    |
| Est. 2024                                            | 8 958                    | [ 5 ]                    | 2,3%                     |
| Fontes: Censos Demográficos IBGE e Estimativas SEADE |                          |                          |                          |

### Dados demográficos
Dados do Censo - 2010
População Total: 7.939
- Urbana: 7.762
- Rural: 177
- Homens: 4.116
- Mulheres: 3.823

População Estimada (2017) 8.744
Densidade demográfica (hab./km²): 53,02
Expectativa de vida (anos): 71,34
Taxa de fecundidade (filhos por mulher): 2,34
Taxa de Alfabetização: 82,36%
Índice de Desenvolvimento Humano (IDH-M): 0,745
- IDH-M Renda: 0,672
- IDH-M Longevidade: 0,772
- IDH-M Educação: 0,790

(Fonte: IPEADATA)

## Governo
- Prefeito: Antônio Carlos de Mattos Santos (2025 - 2028)
- Vice-prefeito: Emerson Tadeu da Silva (2025 - 2028).
- Presidente da câmara:

## Infraestrutura

### Comunicações
O sistema de telefones automáticos foi inaugurado na cidade em 1974 pela Telecomunicações de São Paulo (TELESP), que também implantou o sistema de discagem direta à distância (DDD) em 1982 com o código de área (0162). Anteriormente a cidade era atendida pela Companhia Telefônica Brasileira (CTB).
Na década de 90 o código DDD da cidade foi alterado para (016), para padronização do sistema telefônico com a telefonia celular que estava sendo implantada em todo o estado.

## Religião
O Cristianismo se faz presente na cidade da seguinte forma:

### Igreja Católica
- A igreja faz parte da Diocese de Jaboticabal.[13]

### Igrejas Evangélicas
- Assembleia de Deus Ministério do Belém.[14][15]
- Congregação Cristã no Brasil.[16]